# 塙凹内名刀之卷
《塙凹内名刀之卷》（はなわへこないめいとうのまき）是1917年6月30日上映的一部日本短篇電影。由幸内純一執導，2007年3月其原版由映像文化史研究家松本夏樹于大阪的一家古董店裡找到，被确定為日本現存最古老的動畫作品之一。

## 劇情
從古物商買到一把日本刀的武士想要拿人來試一試刀的鋒利程度，但是武藝不濟，從背後襲擊一名老者時反而被用腳踢飛。第二次從正面襲擊時仍然被打倒。他以為是自己的刀鈍，所以將刀折斷，扔到一邊走掉了。

## 製作人員
- 原案・演出・作畫・監督：幸内純一
- 製作総指揮：小林喜三郎（日语：小林喜三郎）
- 製作・配給：小林商會
- 發行：帝國館（日语：帝国館）

## 製作

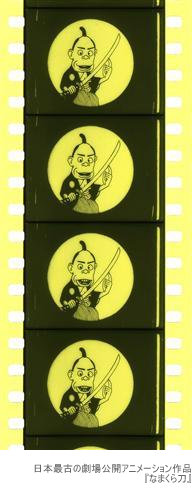
《塙凹内名刀之卷》的玩具幻燈片。

1916年，天然色活動寫真株式會社（以下簡稱天活）由北澤樂天的門下生下川凹天成立。1917年1月，日活向島攝影所雇用西洋畫家北山清太郎。同年，小林商會雇用下川凹天及同為樂天門下生的幸内純一，三家公司開始研究動畫電影，進入一場為爭奪「日本第一」的競爭。
1917年1月，天活在東京淺草公園六區的電影俱樂部首次公開了下川凹天的《凸坊新畫帖 芋助猪狩之卷》，成為日本第一部動畫電影。同年5月20日，日活在同樣的六區歌劇館公開北山清太郎的《猿蟹合戰》；隨後6月30日，小林商会在六區的帝國館公開由幸內製作的本作。當時，電影辯士染井三郎（淺草電氣館的活動弁士，該館是日本第一家常設活動影片館）擔任本作的辯士。
劇中的角色以漫畫風格的頭身形象繪製。早期即可見星形標誌等漫符的運用，並以武士的真實感情和滑稽喜劇為特色，充滿幽默和諷刺1917年9月，《活動之世界》雜誌發表了對本作的電影評論，題為《凸坊新画帖 試し斬》，稱其為「傑出的成就，比起天活和日活的更加高效」，值得注意的是，這被認為是留存的最古老的動畫評論之一。
儘管本作在比較下川凹天和北山清太郎的先行動畫作品中獲得了高度評價，但小林商會在公開兩個月後不幸倒閉。有觀點認為，本作的玩具版本以《なまくら刀》的名稱流通，可能是因為小林商會的權利在倒閉後被轉售所致。
動畫研究家渡邊泰對下川凹天、北山清太郎和幸内純一這三位日本動畫的創始人給予了以下評價：
這只是「可以畫畫」的人們所涉足的領域。這些人在開始時並沒有任何有關電影本身或漫畫電影製作方法的知識。在任何方面，創始者可能都是這樣的，但對於他們的勇氣，我們只能感到敬畏。 可以說這些人共同擁有的東西，是一種第一次嘗試挑戰的自豪感。

## 重新發現
電影收藏家杉本五郎曾擁有這部作品的35毫米膠片，但在1971年因火災而被焚毀。 之後很長時間內一直認為該作品已是散失電影。然而在2007年夏天，電影文化史家松本夏樹在大阪市的古董市場上發現了北山清太郎的1918年動畫電影《浦島太郎（電影）》的膠片，併購得了附帶的玩具放映機《塙凹内名刀之巻》。 隨後《塙凹内名刀之巻》進行了數位化復原，於2008年4月24日開始，在東京國立近代美術館電影中心舉辦的「挖掘的電影2008」中首次上映。從2011年2月開始，觀眾可以在東京國立近代美術館國立電影資料館展覽室的常設展「日本電影的歷史」中透過視訊監視器觀看影片。此版本的播放時間為2分鐘。
其後，於2014年，在東京國立近代美術館電影中心2008年捐贈的「南湖院收藏」中發現了這部影片前半部分的膠片，由此得知2008年發現的版本實際上是作品的摘要版，僅包含影片的後半部。 因此，東京國立近代美術館電影中心再次進行數位重新製作，以互相補充兩部影片的缺失部分，於2014年重新恢復了真正的「完整版」，「數位復原・最長版」的播放時間為4分鐘。
2017年，電影史研究家本地陽彥發現了包含新場景的35英尺11格未被發現的膠片。這段膠卷包含了一位打敗武士的師父表現出嘲弄的面孔，以及武士試圖切斷快遞馬匹的場景。該中心製作了約5分鐘的「新最長版」，並在其播放計劃「挖掘到的電影2018」中首次播放。

## 另見
- 活动写真
- 芋川椋三玄關番之卷（日语：芋川椋三玄関番の巻）
- 日本电影
- 日本動畫歷史

## 書籍
- 山口且訓・渡辺泰. プラネット , 编. . 有文社. 1977.
- 渡辺泰・原口正宏・小黒祐一郎他. アニメージュ編集部 , 编. . 徳間書店. 1989.
- 活動之世界編集部. . 活動之世界. 1917-09: 27.

## 外部連接
- 塙凹内名刀之巻 - 日本电影数据库
- 互联网电影数据库（IMDb）上《塙凹内名刀之巻》的资料（英文）
- なまくら刀（最長版） （页面存档备份，存于） - 日本アニメーション映画クラシックス